# Francesco Sulis
Francesco Sulis (Sassari, 13 luglio 1817 – Roma, 29 giugno 1877) è stato un politico italiano.

## Biografia
Fu deputato del Regno di Sardegna per quattro legislature, e a seguire deputato del Regno d'Italia per tre legislature.
Docente universitario, era professore di filosofia all'Università di Sassari.